# View Park-Windsor Hills (Kalifornija)
View Park-Windsor Hills je naseljeno područje za statističke svrhe u američkoj saveznoj državi Kalifornija. Prema popisu stanovništva iz 2010. u njemu je živjelo 11.075 stanovnika.